# Vladimir Iermolaïev
Vladimir Grigorievitch Iermolaïev (en russe : Владимир Григорьевич Ермолаев ; né le 29 août 1909 et mort le 31 décembre 1944 du typhus) était un constructeur d'avion soviétique.
Après avoir terminé ses études en 1931 à l'université de Moscou, il travailla comme ingénieur à l'étude du Bartini Stal-7 (Сталь-7). À la suite de l'incarcération de Robert Ludvigovitch Bartini (Robert L. Bartini), il prit en 1939 la direction de son bureau d'études (OKB), dont le principal développement fut le bombardier bimoteur à long rayon d'action Yermolaïev Yer-2, qui reprenait le concept du Stal-7.